# 瓦赫坦六世

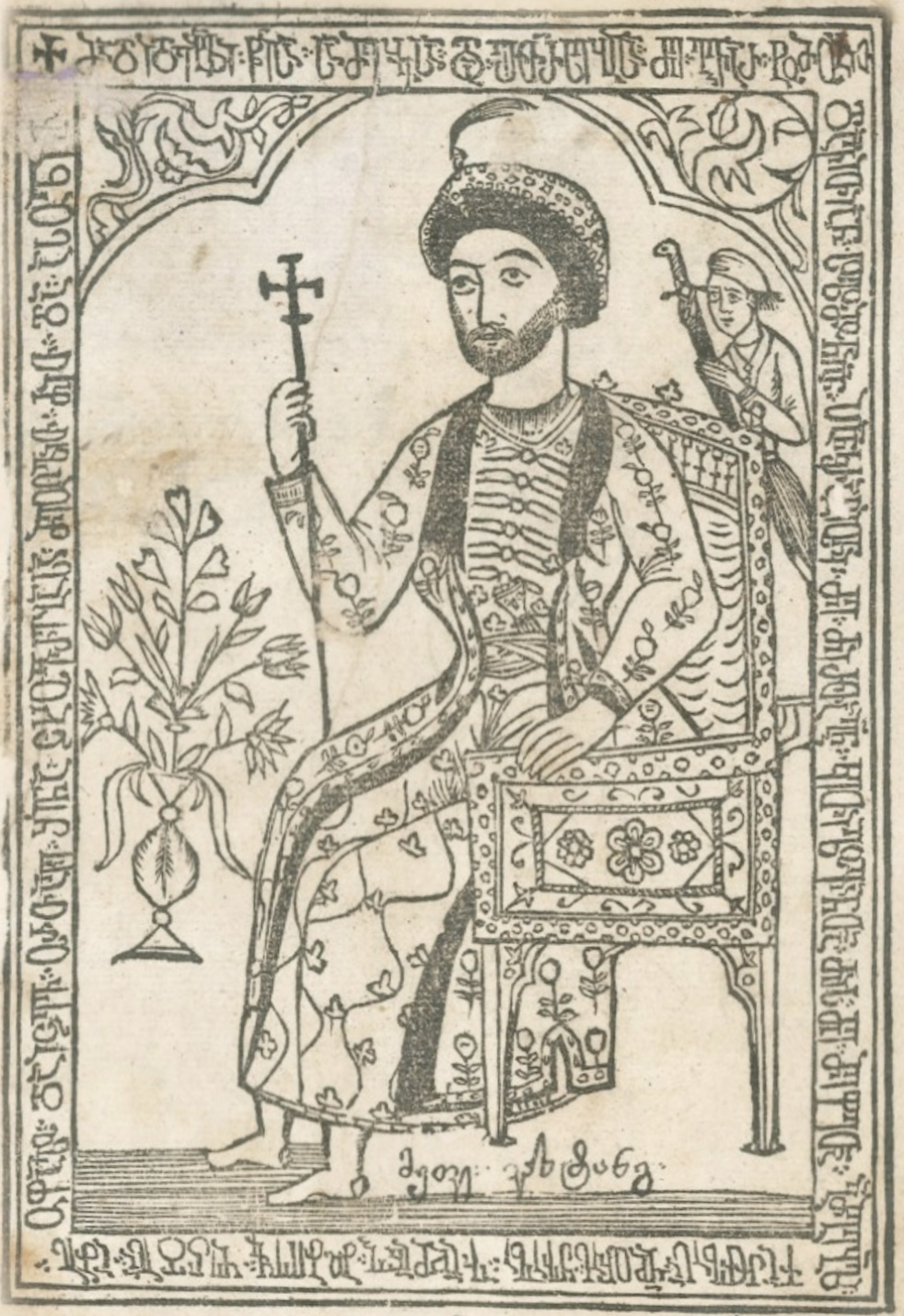
瓦赫坦六世

瓦赫坦六世（ვახტანგ VI）是一位卡尔特利國王，巴格拉季昂王朝的成員，在位期間1716年至1724年。他的叔叔喬治十一世於1711年去世，但他直到1716年才被波斯認可為卡尔特利國王。
瓦赫坦六世在位期間卡尔特利王國是波斯薩法維王朝的附庸，為了擺脫波斯他請求俄國沙皇彼得大帝介入，後者於1722年發動俄波戰爭。儘管俄國獲得勝利，卡尔特利王國並未得到俄軍保護，到了1724年瓦赫坦六世無法抵禦波斯的入侵逃亡到俄國。1737年他在阿斯特拉罕去世。他的女兒塔瑪爾嫁給卡赫蒂王国的泰穆拉茲，日後統一卡尔特利、卡赫蒂的伊拉克略二世是他的外孫。

## 來源
- Floor, Willem M. . Washington, DC: Mage Publishers. 2008: 287. ISBN 978-1933823232.